# 缅甸学生斗士
缅甸学生斗士（缩写VBSW）是缅甸的一支武装反对派团体。由参与8888民主運動的学生组成，以反对当时的军政府。
1999年10月，在泰国曼谷的缅甸大使馆抢劫和扣留人质后，有人认为该组织是恐怖组织。

## 历史
在未被新成立的军政府所承认的1990年大选后，参加8888民主运动的许多学生逃离了缅甸，并去了邻国泰国。1999年8月，VBSW组建为一个武装反对派团体，与全缅学生民主阵线不同，后者原本是通过和平示威寻求民主的。
1999年10月1日，一个5人组的小队袭击了缅甸在曼谷的领事馆，将89人挟持为人质。该团体要求在全国民主联盟和军政府之间开放谈判，并根据1990年选举结果召开新的“缅甸联邦议会”。然而，该团体不久后放宽了要求，并开始释放人质，泰国政府最后用直升机护送VBSW成员到达了泰缅边界。
该组织因在2010年4月仰光水灾期间从事了一次致人死命的爆炸活动而备受军政府指责。
尽管公开支持缅甸的民主运动，但诸如昂山素季的民主运动领袖却谴责了VBSW使用暴力来实现其目标的行为。